# Copa de la AFC 2015
La Copa de la AFC 2015 fue  la duodécima edición del segundo torneo de fútbol a nivel de clubes más importante de Asia organizador por la AFC, en la cual participan 34 equipos de 19 países.

## Distribución de equipos por asociación
El Comité de Competiciones de la AFC propuso una renovación de las competiciones de clubes de la AFC el 25 de enero de 2014, que fue ratificado por el Comité Ejecutivo de la AFC el 16 de abril de 2014. Las asociaciones miembros se clasificarán en función de su selección nacional y el rendimiento de los clubes en los últimos cuatro años en las competiciones de la AFC, con la asignación de plazas para las ediciones de las competiciones de clubes de la AFC determinados por el ranking 2014, 2015 y 2016
| Zona Oeste Asiático | Zona Oeste Asiático | Zona Oeste Asiático    | Zona Oeste Asiático | Zona Oeste Asiático  | Zona Oeste Asiático  | Zona Oeste Asiático  | Zona Oeste Asiático  | Zona Oeste Asiático | Zona Oeste Asiático | Zona Oeste Asiático |
| Ranking             | Ranking             | Asociación             | Puntos              | AFC Champions League | AFC Champions League | AFC Champions League | AFC Champions League | AFC Cup             | AFC Cup             | AFC Cup             |
| Asia                | Zona                | Asociación             | Puntos              | Fase de Grupos       | Ronda de Play-Off    | 2°Ronda Previa       | 1°Ronda Previa       | Fase de Grupos      | Ronda de Play-Off   | Ronda Previa        |
| ------------------- | ------------------- | ---------------------- | ------------------- | -------------------- | -------------------- | -------------------- | -------------------- | ------------------- | ------------------- | ------------------- |
| 2                   | 1                   | Arabia Saudíta         | 88268               | 3                    | 1                    |                      |                      |                     |                     |                     |
| 3                   | 2                   | Irán                   | 80794               | 3                    | 1                    |                      |                      |                     |                     |                     |
| 4                   | 3                   | Uzbekistán             | 62272               | 3                    | 1                    |                      |                      |                     |                     |                     |
| 5                   | 4                   | Emiratos Árabes Unidos | 57792               | 2                    | 2                    |                      |                      |                     |                     |                     |
| 9                   | 5                   | Catar                  | 56103               | 1                    |                      | 2                    |                      |                     |                     |                     |
| 10                  | 6                   | Irak                   | 47106               |                      |                      |                      |                      | 2                   |                     |                     |
| 11                  | 7                   | Kuwait                 | 45423               |                      |                      | (1)                  |                      | 2                   |                     |                     |
| 13                  | 8                   | Jordania               | 44309               |                      |                      | (1)                  |                      | 2                   |                     |                     |
| 15                  | 9                   | Omán                   | 30586               |                      |                      | (1)                  |                      | 1                   | 1                   |                     |
| 19                  | 10                  | Baréin                 | 25547               |                      |                      | (1)                  |                      | 1                   | 1                   |                     |
| 20                  | 11                  | Líbano                 | 25043               |                      |                      |                      |                      | 1                   | 1                   |                     |
| 22                  | 12                  | Siria                  | 22883               |                      |                      |                      |                      | 1                   | 1                   |                     |
| 24                  | 13                  | Palestina              | 15911               |                      |                      |                      |                      | 1                   |                     | 1                   |
| 26                  | 14                  | Tayikistán             | 11761               |                      |                      |                      |                      | 1                   |                     | 1                   |
| 28                  | 15                  | Afganistán             | 11464               |                      |                      |                      |                      |                     |                     | 0                   |
| 30                  | 16                  | Turkmenistán           | 10554               |                      |                      |                      |                      |                     |                     | 2                   |
| 32                  | 17                  | Kirguistán             | 8761                |                      |                      |                      |                      |                     |                     | 1                   |
| 33                  | 18                  | Yemen                  | 5249                |                      |                      |                      |                      |                     |                     | 1                   |
| 37                  | 19                  | Sri Lanka              | 4071                |                      |                      |                      |                      |                     |                     | 0                   |
| 38                  | 20                  | Bangladés              | 3643                |                      |                      |                      |                      |                     |                     | 1                   |
| 41                  | 21                  | Nepal                  | 3268                |                      |                      |                      |                      |                     |                     | 1                   |
| 43                  | 22                  | Pakistán               | 2732                |                      |                      |                      |                      |                     |                     | 0                   |
| 45                  | 23                  | Bután                  | 0.000               |                      |                      |                      |                      |                     |                     | 0                   |
| Total Participantes | Total Participantes | Total Participantes    | Total Participantes | 12                   | 5                    | 6                    | 0                    | 12                  | 4                   | 8                   |
| Total Participantes | Total Participantes | Total Participantes    | Total Participantes | 23                   | 23                   | 23                   | 23                   | 24                  | 24                  | 24                  |

- Irak, Líbano y Siria tenían cupos para la Liga de Campeones de la AFC pero no tuvieron las licencias requeridas

- Afganistán, tenía cupos en la Copa AFC pero desistió su participación

- Sri Lanka, Pakistán y Bután eran elegibles para la Copa AFC pero desistieron su participación
- Bangladés y Bután geográficamente pertenece a la Zona Este

| Zona Este Asiático  | Zona Este Asiático  | Zona Este Asiático  | Zona Este Asiático  | Zona Este Asiático   | Zona Este Asiático   | Zona Este Asiático   | Zona Este Asiático   | Zona Este Asiático | Zona Este Asiático | Zona Este Asiático |
| Ranking             | Ranking             | Asociación          | Puntos              | AFC Champions League | AFC Champions League | AFC Champions League | AFC Champions League | AFC Cup            | AFC Cup            | AFC Cup            |
| Asia                | Zona                | Asociación          | Puntos              | Fase de Grupos       | Ronda de Play-Off    | 2°Ronda Previa       | 1°Ronda Previa       | Fase de Grupos     | Ronda de Play-Off  | Ronda Previa       |
| ------------------- | ------------------- | ------------------- | ------------------- | -------------------- | -------------------- | -------------------- | -------------------- | ------------------ | ------------------ | ------------------ |
| 1                   | 1                   | República de Corea  | 94866               | 3                    | 1                    |                      |                      |                    |                    |                    |
| 4                   | 2                   | Japón               | 77107               | 3                    | 1                    |                      |                      |                    |                    |                    |
| 6                   | 3                   | Australia           | 57940               | 2                    | 1                    |                      |                      |                    |                    |                    |
| 8                   | 4                   | China               | 57660               | 2                    | 1                    | 1                    |                      |                    |                    |                    |
| 13                  | 5                   | Tailandia           | 33049               | 1                    |                      | 2                    |                      |                    |                    |                    |
| 15                  | 6                   | Vietnam             | 27753               | 1                    |                      | 1                    |                      |                    |                    |                    |
| 18                  | 7                   | Indonesia           | 25004               |                      |                      | (1)                  |                      | 2                  |                    |                    |
| 20                  | 8                   | Hong Kong           | 20077               |                      |                      | (1)                  |                      | 2                  |                    |                    |
| 21                  | 9                   | Birmania            | 18949               |                      |                      |                      | (1)                  | 2                  |                    |                    |
| 22                  | 10                  | Malasia             | 18153               |                      |                      |                      | (1)                  | 2                  |                    |                    |
| 23                  | 11                  | India               | 16756               |                      |                      |                      | (1)                  | 2                  |                    |                    |
| 24                  | 12                  | Singapur            | 16097               |                      |                      |                      | (1)                  | 2                  |                    |                    |
| 26                  | 13                  | Maldivas            | 15884               |                      |                      |                      |                      | 1                  | 1                  |                    |
| 27                  | 14                  | Filipinas           | 12268               |                      |                      |                      |                      | 1                  | 1                  |                    |
| 31                  | 15                  | RPD Corea           | 9000                |                      |                      |                      |                      |                    |                    | 0                  |
| 33                  | 16                  | Laos                | 7554                |                      |                      |                      |                      | 1                  |                    |                    |
| 34                  | 17                  | Guam                | 5946                |                      |                      |                      |                      |                    |                    | 0                  |
| 39                  | 18                  | Timor Oriental      | 2732                |                      |                      |                      |                      |                    |                    | 0                  |
| 41                  | 19                  | Macao               | 2625                |                      |                      |                      |                      |                    |                    | 0                  |
| 42                  | 20                  | Camboya             | 2464                |                      |                      |                      |                      |                    |                    | 0                  |
| 43                  | 21                  | Taiwán              | 2089                |                      |                      |                      |                      |                    |                    | 0                  |
| 44                  | 22                  | Mongolia            | 1554                |                      |                      |                      |                      |                    |                    | 0                  |
| 45                  | 23                  | Brunéi Darussalam   | 0.804               |                      |                      |                      |                      |                    |                    | 0                  |
| Total Participantes | Total Participantes | Total Participantes | Total Participantes | 12                   | 4                    | 6                    | 4                    | 15                 | 2                  | 0                  |
| Total Participantes | Total Participantes | Total Participantes | Total Participantes | 26                   | 26                   | 26                   | 26                   | 17                 | 17                 | 17                 |

- RPD Corea tenía cupos en la Copa AFC pero disistió su participación
- Laos tenía 2 cupos para la Copa AFC pero solo envió 1 equipo
- Guam, Timor Oriental, Macao, Camboya, Taiwán, Mongolia y Brunéi Darussalam eran elegibles para la Copa AFC pero desistieron su participación
- India y Maldivas geográficamente pertenece a la Zona Oeste

## Ronda de Clasificación

### Ronda Preliminar
| Equipo 1        | Resultado       | Equipo 2                |
| Zona Occidental | Zona Occidental | Zona Occidental         |
| --------------- | --------------- | ----------------------- |
| Ahal            | 1-0             | Dordoi                  |
| Altyn Asyr      | 0-1             | Al-Saqr                 |
| Khayr Vahdat    | 1-0             | Sheikh Russel           |
| Hilal Al-Quds   | w.o.1           | Manang Marshyangdi Club |

1- Hilal Al-Quds clasifica a la Ronda Play-Off ya que el Manang Marshyangdi Club se retiró del torneo.

### Ronda de Play-Off
| Equipo 1        | Resultado       | Equipo 2        |
| Zona Occidental | Zona Occidental | Zona Occidental |
| --------------- | --------------- | --------------- |
| Fanja           | 2-3             | Ahal            |
| Al Hidd         | 2-1             | Al-Saqr         |
| Salam Zgharta   | 3-0             | Khayr Vahdat    |
| Al-Jaish        | 0-0 (5-4 p.)    | Hilal Al-Quds   |
| Zona Oriental   |                 |                 |
| Maziya          | 1-0             | Ceres           |

## Fase de grupos

### Grupo A
| Pos. | Equipo            | Pts. | PJ | G | E | P | GF | GC | Dif. | Clasificación    |
| ---- | ----------------- | ---- | -- | - | - | - | -- | -- | ---- | ---------------- |
| 1    | Al-Wehdat         | 13   | 6  | 4 | 1 | 1 | 16 | 3  | +13  | Octavos de final |
| 2    | Al-Wahda          | 11   | 6  | 3 | 2 | 1 | 8  | 4  | +4   | Octavos de final |
| 3    | Al-Nahda (E)      | 7    | 6  | 2 | 1 | 3 | 7  | 11 | −4   |                  |
| 4    | Salam Zgharta (E) | 3    | 6  | 1 | 0 | 5 | 5  | 18 | −13  |                  |

 Fuente: AFC
Criterios de clasificación: 
| 24 de febrero de 2015, | Al-Wahda Damasco | 1:2 (1:1) | Al-Nahda                   | FShahid Dastgerdi Stadium, Tehran                            |                                                              |
|                        | 16' Jafar        | Reporte   | 41' Voulany · 68' Shamisiy | Asistencia: 1.005 espectadores Árbitro(s): Mouood Bonyadifar | Asistencia: 1.005 espectadores Árbitro(s): Mouood Bonyadifar |

| 24 de febrero de 2015, | Al-Wahdat                                          | 5:1 (2:1) | Salam Zgharta | King Abdullah Stadium, Amán                                        |                                                                    |
|                        | 7' 82' Shelbaieh · 24' Rateb · 90+2' 90+3' Za'tara | Reporte   | 34' Galán     | Asistencia: 7.000 espectadores Árbitro(s): Salah Mohamed Al Abassi | Asistencia: 7.000 espectadores Árbitro(s): Salah Mohamed Al Abassi |

| 10 de marzo de 2015, | Salam Zgharta | 0:2 (0:1) | Al-Wahda Damasco       | Zgharta Stadium, Zgharta                                      |                                                               |
|                      |               | Reporte   | 45' Deka · 89' Hamdoko | Asistencia: 1.840 espectadores Árbitro(s): Dmitriy Mashentsev | Asistencia: 1.840 espectadores Árbitro(s): Dmitriy Mashentsev |

| 10 de marzo de 2015, | Al-Nahda | 0:3 (0:1) | Al-Wahdat                                     | Al-Buraimi Sports Complex, Al Buraimi                                |                                                                      |
|                      |          | Reporte   | 20' (pen.) Abu Amara · 77' Za'tara · 90' Tall | Asistencia: 3.000 espectadores Árbitro(s): Turki Mohammed Alkhudhayr | Asistencia: 3.000 espectadores Árbitro(s): Turki Mohammed Alkhudhayr |

| 17 de marzo de 2015, | Salam Zgharta  | 2:1 (1:1) | Al-Nahda     | Zgharta Stadium, Zgharta                                |                                                         |
|                      | 38' 62' Al Mal | Reporte   | 42+2' Odafin | Asistencia: 1.030 espectadores Árbitro(s): Mohsen Torky | Asistencia: 1.030 espectadores Árbitro(s): Mohsen Torky |

| 17 de marzo de 2015, | Al-Wahdat | 0:1 (0:1) | Al-Wahda Damasco | King Abdullah Stadium, Amán                                         |                                                                     |
|                      |           | Reporte   | 6' (pen.) Omari  | Asistencia: 9.500 espectadores Árbitro(s): Yousef Th y Th Almarzouq | Asistencia: 9.500 espectadores Árbitro(s): Yousef Th y Th Almarzouq |

| 14 de abril de 2015, | Al-Nahda                           | 4:1 (3:0) | Salam Zgharta    | Al-Buraimi Sports Complex, Al Buraimi                         |                                                               |
|                      | Voulany 15' 20' · Nuaimi 28' 90+1' | Reporte   | 49' (pen.) Galán | Asistencia: 300 espectadores Árbitro(s): Salah Abbas Alabbasi | Asistencia: 300 espectadores Árbitro(s): Salah Abbas Alabbasi |

| 15 de abril de 2015, | Al-Wahda Damasco | 1:1 (0:1) | Al-Wahdat            | FShahid Dastgerdi Stadium, Tehran                       |                                                         |
|                      | Hamdoko 88'      | Reporte   | 27' (pen.) Abu Amara | Asistencia: 7.200 espectadores Árbitro(s): Mohsen Torky | Asistencia: 7.200 espectadores Árbitro(s): Mohsen Torky |

| 28 de abril de 2015, | Salam Zgharta | 0:3 (0:2) | Al-Wahdat                         | Zgharta Stadium, Zgharta                                 |                                                          |
|                      |               | Reporte   | 25' Rateb · 39' Deeb · 65' Malick | Asistencia: 855 espectadores Árbitro(s): Rowan Arumughan | Asistencia: 855 espectadores Árbitro(s): Rowan Arumughan |

| 28 de abril de 2015, | Al-Nahda | 0:0 (0:0) | Al-Wahda Damasco | Al-Buraimi Sports Complex, Al Buraimi                |                                                      |
|                      |          | Reporte   |                  | Asistencia: 400 espectadores Árbitro(s): Kim Hee Gon | Asistencia: 400 espectadores Árbitro(s): Kim Hee Gon |

| 12 de mayo de 2015, | Al-Wahdat                                         | 4:0 (2:0) | Al-Nahda | Al-Hassan Stadium, Irbid                              |                                                       |
|                     | Deeb 35' · Elias 38' · Al-Basha 75' · Za'tara 89' | Reporte   |          | Asistencia: 1.600 espectadores Árbitro(s): Ali Shaban | Asistencia: 1.600 espectadores Árbitro(s): Ali Shaban |

| 12 de mayo de 2015, | Al-Wahda Damasco          | 3:1 (1:0) | Salam Zgharta | FShahid Dastgerdi Stadium, Tehran                                 |                                                                   |
|                     | Jafar 43' 57' · Omari 90' | Reporte   | 90+3' Jassem  | Asistencia: 110 espectadores Árbitro(s): Ali Sabah Adday Al-Qaysi | Asistencia: 110 espectadores Árbitro(s): Ali Sabah Adday Al-Qaysi |

### Grupo B
| Pos. | Equipo                 | Pts. | PJ | G | E | P | GF | GC | Dif. | Clasificación    |
| ---- | ---------------------- | ---- | -- | - | - | - | -- | -- | ---- | ---------------- |
| 1    | Al-Shorta              | 9    | 6  | 2 | 3 | 1 | 14 | 7  | +7   | Octavos de final |
| 2    | Al-Jazeera             | 9    | 6  | 2 | 3 | 1 | 6  | 7  | −1   | Octavos de final |
| 3    | Taraji Wadi Al-Nes (E) | 6    | 6  | 1 | 3 | 2 | 6  | 11 | −5   |                  |
| 4    | Al-Hidd (E)            | 5    | 6  | 0 | 5 | 1 | 6  | 7  | −1   |                  |

 Fuente: AFC
Criterios de clasificación: 
| 24 de febrero de 2015, | Taraji Wadi Al-Nes | 1:1 (0:1) | Al-Jazira    | Faisal Al-Husseini International Stadium, Al-Ram      |                                                       |
|                        | 90+4' S. Yousef    | Reporte   | 31' Nawateer | Asistencia: 2.000 espectadores Árbitro(s): Ali Shaban | Asistencia: 2.000 espectadores Árbitro(s): Ali Shaban |

| 24 de febrero de 2015, | Al-Shorta            | 2:2 (2:2) | Al-Hidd                 | Grand Hamad Stadium, Doha                             |                                                       |
|                        | 2' Salim · 13' Kalaf | Reporte   | 28' Rico · 45+1' Ayyash | Asistencia: 50 espectadores Árbitro(s): Marai Al Awaj | Asistencia: 50 espectadores Árbitro(s): Marai Al Awaj |

| 10 de marzo de 2015, | Al-Hidd  | 1:1 (1:0) | Taraji Wadi Al-Nes | Bahrain National Stadium, Riffa                          |                                                          |
|                      | 5' Adnan | Reporte   | 90+5' Abuhammad    | Asistencia: 300 espectadores Árbitro(s): Khurram Shahzad | Asistencia: 300 espectadores Árbitro(s): Khurram Shahzad |

| 10 de marzo de 2015, | Al-Jazira | 1:1 (1:1) | Al-Shorta  | King Abdullah Stadium, Amán                                |                                                            |
|                      | 7' Karim  | Reporte   | 12' Franco | Asistencia: 700 espectadores Árbitro(s): Masoud Tufayelieh | Asistencia: 700 espectadores Árbitro(s): Masoud Tufayelieh |

| 17 de marzo de 2015, | Al-Hidd  | 1:1 (0:0) | Al-Jazira      | Bahrain National Stadium, Riffa                      |                                                      |
|                      | 54' Rico | Reporte   | 68' Abuhudieab | Asistencia: 300 espectadores Árbitro(s): Aziz Asimov | Asistencia: 300 espectadores Árbitro(s): Aziz Asimov |

| 17 de marzo de 2015, | Al-Shorta                                                       | 6:2 (4:1) | Taraji Wadi Al-Nes | Grand Hamad Stadium, Doha                      |                                                |
|                      | 19' 35' Alaa Abdul · 34' Kalaf · 45' 90+1' Hussein · 62' Ismail | Reporte   | 40' 87' Zidan      | Asistencia: 200 espectadores Árbitro(s): Timur | Asistencia: 200 espectadores Árbitro(s): Timur |

| 14 de abril de 2015, | Taraji Wadi Al-Nes | 1:0 (0:0) | Al-Shorta | Faisal Al-Husseini International Stadium, Al-Ram           |                                                            |
|                      | S. Yousef 83'      | Reporte   |           | Asistencia: 900 espectadores Árbitro(s): Yaqoob Abdul Baqi | Asistencia: 900 espectadores Árbitro(s): Yaqoob Abdul Baqi |

| 14 de abril de 2015, | Al-Jazira  | 1:0 (0:0) | Al-Hidd | Al-Hassan Stadium, Irbid                                 |                                                          |
|                      | Natour 75' | Reporte   |         | Asistencia: 800 espectadores Árbitro(s): Ilgiz Tantashev | Asistencia: 800 espectadores Árbitro(s): Ilgiz Tantashev |

| 28 de abril de 2015, | Al-Hidd      | 1:1 (0:0) | Al-Shorta  | Bahrain National Stadium, Riffa |  |
|                      | Almalood 77' | Reporte   | 83' Boukar |                                 |  |

| 28 de abril de 2015, | Al-Jazira                     | 2:0 (1:0) | Taraji Wadi Al-Nes | Al-Hassan Stadium, Irbid                                         |                                                                  |
|                      | Al Nawateer 26' · Tannous 50' | Reporte   |                    | Asistencia: 475 espectadores Árbitro(s): Marai Mohammed Al Awaji | Asistencia: 475 espectadores Árbitro(s): Marai Mohammed Al Awaji |

| 12 de mayo de 2015, | Al-Shorta                                 | 4:0 (1:0) | Al-Jazira | Grand Hamad Stadium, Doha                            |                                                      |
|                     | Hussein 19' 53' · Caion 50' · Al-Lami 76' | Reporte   |           | Asistencia: 100 espectadores Árbitro(s): Võ Minh Tri | Asistencia: 100 espectadores Árbitro(s): Võ Minh Tri |

| 12 de mayo de 2015, | Taraji Wadi Al-Nes | 1:1 (1:0) | Al-Hidd     | Faisal Al-Husseini International Stadium, Al-Ram                     |                                                                      |
|                     | Sobakhi 29'        | Reporte   | 81' Khattal | Asistencia: 500 espectadores Árbitro(s): Ahmed Abu Bakar Said Al Kaf | Asistencia: 500 espectadores Árbitro(s): Ahmed Abu Bakar Said Al Kaf |

### Grupo C
| Pos. | Equipo    | Pts. | PJ | G | E | P | GF | GC | Dif. | Clasificación    |
| ---- | --------- | ---- | -- | - | - | - | -- | -- | ---- | ---------------- |
| 1    | Istiklol  | 11   | 6  | 3 | 2 | 1 | 12 | 8  | +4   | Octavos de final |
| 2    | Al-Qadsia | 10   | 6  | 3 | 1 | 2 | 7  | 6  | +1   | Octavos de final |
| 3    | Erbil (E) | 7    | 6  | 2 | 1 | 3 | 8  | 8  | 0    |                  |
| 4    | Ahal (E)  | 6    | 6  | 2 | 0 | 4 | 8  | 13 | −5   |                  |

 Fuente: AFC
Criterios de clasificación: 
| 25 de febrero de 2015, | Al-Qadsia                 | 2:0 (0:0) | FC Ahal | Al Kuwait Sports Club Stadium, Kuwait            |                                                  |
|                        | 58' Sheikh · 63' Abdullah | Reporte   |         | Asistencia: 400 espectadores Árbitro(s): Ma Ning | Asistencia: 400 espectadores Árbitro(s): Ma Ning |

| 25 de febrero de 2015, | Istiklol        | 1:3 (0:1) | Erbil                               | Pamir Stadium, Dusambé                                      |                                                             |
|                        | 60' (a.g.) Jari | Reporte   | 35' Hussein · 66' Sabah · 75' Salah | Asistencia: 12.000 espectadores Árbitro(s): Ilgiz Tantashev | Asistencia: 12.000 espectadores Árbitro(s): Ilgiz Tantashev |

| 11 de marzo de 2015, | FC Ahal           | 1:2 (1:1) | Istiklol                       | Ashgabat Stadium, Asjabad                                    |                                                              |
|                      | 27' (pen.) Orazow | Reporte   | 5' Fatkhulloev · 70' Makhmudov | Asistencia: 14.000 espectadores Árbitro(s): Khamis Al-Kuwari | Asistencia: 14.000 espectadores Árbitro(s): Khamis Al-Kuwari |

| 11 de marzo de 2015, | Erbil | 0:1 (0:0) | Al-Qadsia   | Thani bin Jassim Stadium, Doha                       |                                                      |
|                      |       | Reporte   | 77' Subotic | Asistencia: 50 espectadores Árbitro(s): Torki Mohsen | Asistencia: 50 espectadores Árbitro(s): Torki Mohsen |

| 18 de marzo de 2015, | FC Ahal         | 2:1 (1:1) | Erbil     | Ashgabat Stadium, Asjabad                                          |                                                                    |
|                      | 27' 90' Annaýew | Reporte   | 29' Salah | Asistencia: 6.000 espectadores Árbitro(s): Jameel Juma Abdulhusain | Asistencia: 6.000 espectadores Árbitro(s): Jameel Juma Abdulhusain |

| 18 de marzo de 2015, | Al-Qadsia                   | 2:2 (1:2) | Istiklol                     | Al Kuwait Sports Club Stadium, Kuwait                   |                                                         |
|                      | 3' (pen.) 54' (pen.) Mutawa | Reporte   | 36' Dzhalilov · 45+1' Vasiev | Asistencia: 475 espectadores Árbitro(s): Mohammad Mousa | Asistencia: 475 espectadores Árbitro(s): Mohammad Mousa |

| 15 de abril de 2015, | Istiklol                            | 2:0 (0:0) | Al-Qadsia | Pamir Stadium, Dusambé                                   |                                                          |
|                      | Davronov 53' (pen.) · Dzhalilov 66' | Reporte   |           | Asistencia: 15.000 espectadores Árbitro(s): Pratap Singh | Asistencia: 15.000 espectadores Árbitro(s): Pratap Singh |

| 15 de abril de 2015, | Erbil                  | 2:3 (1:0) | FC Ahal                           | Thani bin Jassim Stadium, Doha                          |                                                         |
|                      | Mahmoud 40' 64' (pen.) | Reporte   | 47' Babajanow · 73' 75' Garadanow | Asistencia: 50 espectadores Árbitro(s): Adham Makhadmeh | Asistencia: 50 espectadores Árbitro(s): Adham Makhadmeh |

| 29 de abril de 2015, | FC Ahal | 0:1 (0:1) | Al-Qadsia     | Ashgabat Stadium, Asjabad                              |                                                        |
|                      |         | Reporte   | 20' Al-Mutawa | Asistencia: 20.000 espectadores Árbitro(s): Lee Min Hu | Asistencia: 20.000 espectadores Árbitro(s): Lee Min Hu |

| 29 de abril de 2015, | Erbil | 0:0 (0:0) | Istiklol | Thani bin Jassim Stadium, Doha |                               |
|                      |       | Reporte   |          | Árbitro(s): Masoyd Tufayelieh  | Árbitro(s): Masoyd Tufayelieh |

| 13 de mayo de 2015, | Al-Qadsia | 1:2 (0:1) | Erbil                        | Al Kuwait Sports Club Stadium, Kuwait                                    |                                                                          |
|                     | Aman 49'  | Reporte   | 45+1' Salah · 52' Al-Jumaili | Asistencia: 300 espectadores Árbitro(s): Yaqoob Said Abdullah Abdul Baki | Asistencia: 300 espectadores Árbitro(s): Yaqoob Said Abdullah Abdul Baki |

| 13 de mayo de 2015, | Istiklol | 5:2 (3:1) | FC Ahal | Pamir Stadium, Dusambé  |                         |
|                     |          | Reporte   |         | Árbitro(s): Tayeb Hasan | Árbitro(s): Tayeb Hasan |

### Grupo D
| Pos. | Equipo        | Pts. | PJ | G | E | P | GF | GC | Dif. | Clasificación    |
| ---- | ------------- | ---- | -- | - | - | - | -- | -- | ---- | ---------------- |
| 1    | Al-Jaish      | 14   | 6  | 4 | 2 | 0 | 6  | 1  | +5   | Octavos de final |
| 2    | Al-Kuwait     | 10   | 6  | 3 | 1 | 2 | 9  | 6  | +3   | Octavos de final |
| 3    | Riffa (E)     | 8    | 6  | 2 | 2 | 2 | 7  | 7  | 0    |                  |
| 4    | Al-Nejmeh (E) | 1    | 6  | 0 | 1 | 5 | 4  | 12 | −8   |                  |

 Fuente: AFC
Criterios de clasificación: 
| 25 de febrero de 2015, | Riffa | 0:1 (0:0) | Al-Jaish    | Bahrain National Stadium, Riffa                          |                                                          |
|                        |       | Reporte   | 65' Mustafa | Asistencia: 300 espectadores Árbitro(s): Adham Makhadmeh | Asistencia: 300 espectadores Árbitro(s): Adham Makhadmeh |

| 25 de febrero de 2015, | Al Nejmeh  | 1:4 (1:1) | Al-Kuwait                                          | Camille Chamoun Sports City Stadium, Beirut                 |                                                             |
|                        | 40' Cheikh | Reporte   | 16' Al Saqer · 52' Hakem · 83' Hammami · 89' Dhahi | Asistencia: 600 espectadores Árbitro(s): Ali Sabah Al Qaysi | Asistencia: 600 espectadores Árbitro(s): Ali Sabah Al Qaysi |

| 11 de marzo de 2015, | Al-Jaish    | 1:0 (0:0) | Al Nejmeh | Zgharta Stadium, Zgharta                                  |                                                           |
|                      | 88' Salkeni | Reporte   |           | Asistencia: 30 espectadores Árbitro(s): Yaqoob Abdul Baki | Asistencia: 30 espectadores Árbitro(s): Yaqoob Abdul Baki |

| 11 de marzo de 2015, | Al-Kuwait                 | 2:1 (0:1) | Riffa    | Al Kuwait Sports Club Stadium, Kuwait                             |                                                                   |
|                      | 51' Alsanea · 73' Buraiki | Reporte   | 27' Deeb | Asistencia: 400 espectadores Árbitro(s): Marai Mohammed A Alawaji | Asistencia: 400 espectadores Árbitro(s): Marai Mohammed A Alawaji |

| 18 de marzo de 2015, | Al-Jaish | 0:0 (0:0) | Al-Kuwait | Al Kuwait Sports Club Stadium, Kuwait                          |                                                                |
|                      |          | Reporte   |           | Asistencia: 2.000 espectadores Árbitro(s): Charymurat Kurbanov | Asistencia: 2.000 espectadores Árbitro(s): Charymurat Kurbanov |

| 18 de marzo de 2015, | Riffa                  | 2:1 (2:1) | Al Nejmeh            | Bahrain National Stadium, Riffa                              |                                                              |
|                      | 5' Obregón · 35' Dhiya | Reporte   | 45+3' (pen.) Takahji | Asistencia: 100 espectadores Árbitro(s): Abdulrahman Ibrahim | Asistencia: 100 espectadores Árbitro(s): Abdulrahman Ibrahim |

| 15 de abril de 2015, | Al Nejmeh | 1:1 (1:1) | Riffa     | Camille Chamoun Sports City Stadium, Beirut              |                                                          |
|                      | Atwi 22'  | Reporte   | 32' Salim | Asistencia: 100 espectadores Árbitro(s): Timur Faizullin | Asistencia: 100 espectadores Árbitro(s): Timur Faizullin |

| 15 de abril de 2015, | Al-Kuwait | 0:1 (0:1) | Al-Jaish   | Al Kuwait Sports Club Stadium, Kuwait                     |                                                           |
|                      |           | Reporte   | 6' Mustafa | Asistencia: 500 espectadores Árbitro(s): Khamis Al-Kuwari | Asistencia: 500 espectadores Árbitro(s): Khamis Al-Kuwari |

| 29 de abril de 2015, | Al-Jaish    | 1:1 (1:0) | Riffa      | Bahrain National Stadium, Riffa                          |                                                          |
|                      | Mustafa 36' | Reporte   | 73' Hashem | Asistencia: 100 espectadores Árbitro(s): Khurram Shahzad | Asistencia: 100 espectadores Árbitro(s): Khurram Shahzad |

| 29 de abril de 2015, | Al-Kuwait       | 2:1 (1:1) | Al Nejmeh   | Al Kuwait Sports Club Stadium, Kuwait                      |                                                            |
|                      | Coutinho 2' 46' |           | 22' Cheikha | Asistencia: 300 espectadores Árbitro(s): Mohammad Abu Loum | Asistencia: 300 espectadores Árbitro(s): Mohammad Abu Loum |

| 13 de mayo de 2015, | Riffa                 | 2:1 (1:1) | Al-Kuwait   | Bahrain National Stadium, Riffa                                      |                                                                      |
|                     | Ahmed 16' · Alawi 74' | Reporte   | 21' Buraiki | Asistencia: 100 espectadores Árbitro(s): Turki Mohammed A Alkhudhayr | Asistencia: 100 espectadores Árbitro(s): Turki Mohammed A Alkhudhayr |

| 13 de mayo de 2015, | Al Nejmeh | 0:2 (0:1) | Al-Jaish                  | Camille Chamoun Sports City Stadium, Beirut              |                                                          |
|                     |           | Reporte   | 35' Mustafa · 84' Salkini | Asistencia: 1 espectadores Árbitro(s): Mooud Bonyadifard | Asistencia: 1 espectadores Árbitro(s): Mooud Bonyadifard |

### Grupo E
| Pos. | Equipo             | Pts. | PJ | G | E | P | GF | GC | Dif. | Clasificación    |
| ---- | ------------------ | ---- | -- | - | - | - | -- | -- | ---- | ---------------- |
| 1    | Persipura Jayapura | 16   | 6  | 5 | 1 | 0 | 17 | 4  | +13  | Octavos de final |
| 2    | Bengaluru FC       | 12   | 6  | 4 | 0 | 2 | 8  | 8  | 0    | Octavos de final |
| 3    | Maziya (E)         | 7    | 6  | 2 | 1 | 3 | 7  | 6  | +1   |                  |
| 4    | Warriors (E)       | 0    | 6  | 0 | 0 | 6 | 1  | 15 | −14  |                  |

 Fuente: AFC
Criterios de clasificación: 
| 24 de febrero de 2015, | Warriors FC | 1:3 (0:2) | Persipura Jayapura                | Jalan Besar Stadium, Singapur                           |                                                         |
|                        | 69' Ahmad   | Reporte   | 30' Koné · 34' Solossa · 58' Alom | Asistencia: 1.117 espectadores Árbitro(s): Kwok Man Liu | Asistencia: 1.117 espectadores Árbitro(s): Kwok Man Liu |

| 24 de febrero de 2015, | Bengaluru                       | 2:1 (0:0) | Maziya           | Sree Kanteerava Stadium, Bangalore                     |                                                        |
|                        | 68' Chhetri · 90+3' Sampingiraj | Reporte   | 89' (pen.) Umair | Asistencia: 6.614 espectadores Árbitro(s): Aziz Asimov | Asistencia: 6.614 espectadores Árbitro(s): Aziz Asimov |

| 10 de marzo de 2015, | Maziya                      | 2:0 (0:0) | Warriors FC | National Football Stadium, Malé                             |                                                             |
|                      | 47' Abdulla · 88' Rodríguez | Reporte   |             | Asistencia: 700 espectadores Árbitro(s): Tayeb Shamsuzzaman | Asistencia: 700 espectadores Árbitro(s): Tayeb Shamsuzzaman |

| 10 de marzo de 2015, | Persipura Jayapura          | 3:1 (2:0) | Bengaluru   | Mandala Stadium, Jayapura                           |                                                     |
|                      | 4' Kabes · 23' 51' Pugliara | Reporte   | 90' Vineeth | Asistencia: 16.260 espectadores Árbitro(s): Wang Di | Asistencia: 16.260 espectadores Árbitro(s): Wang Di |

| 17 de marzo de 2015, | Maziya      | 1:2 (0:1) | Persipura Jayapura     | National Football Stadium, Malé                       |                                                       |
|                      | 78' Abdulla | Reporte   | 35' Solossa · 76' Koné | Asistencia: 580 espectadores Árbitro(s): Kim Dae-yong | Asistencia: 580 espectadores Árbitro(s): Kim Dae-yong |

| 17 de marzo de 2015, | Bengaluru         | 1:0 (1:0) | Warriors FC | Sree Kanteerava Stadium, Bangalore                     |                                                        |
|                      | 36' (pen.) Walker | Reporte   |             | Asistencia: 5.260 espectadores Árbitro(s): Ho Wai Sing | Asistencia: 5.260 espectadores Árbitro(s): Ho Wai Sing |

| 14 de abril de 2015, | Persipura Jayapura | 0:0 (0:0) | Maziya | Mandala Stadium, Jayapura                                    |                                                              |
|                      |                    | Reporte   |        | Asistencia: 12.620 espectadores Árbitro(s): Sivakorn Pu-Udom | Asistencia: 12.620 espectadores Árbitro(s): Sivakorn Pu-Udom |

| 14 de abril de 2015, | Warriors FC | 0:1 (0:0) | Bengaluru | Jalan Besar Stadium, Singapur                       |                                                     |
|                      |             | Reporte   | 76' Singh | Asistencia: 990 espectadores Árbitro(s): Lee Min-hu | Asistencia: 990 espectadores Árbitro(s): Lee Min-hu |

| 28 de abril de 2015, | Maziya        | 1:2 (0:0) | Bengaluru              | National Football Stadium, Malé                               |                                                               |
|                      | Rodríguez 62' | Reporte   | 71' (pen.) 78' Chhetri | Asistencia: 960 espectadores Árbitro(s): Salah Abbas Alabbasi | Asistencia: 960 espectadores Árbitro(s): Salah Abbas Alabbasi |

| 28 de abril de 2015, | Persipura Jayapura                                       | 6:0 (2:0) | Warriors FC | Mandala Stadium, Jayapura                                          |                                                                    |
|                      | Bio 19' · Kabes 41' 58' · Solossa 53' 56' · Pangkali 88' | Reporte   |             | Asistencia: 9.825 espectadores Árbitro(s): Jameel Juma Abdulhusain | Asistencia: 9.825 espectadores Árbitro(s): Jameel Juma Abdulhusain |

| 12 de mayo de 2015, | Bengaluru | 1:3 (1:1) | Persipura Jayapura                      | Sree Kanteerava Stadium, Bangalore                                 |                                                                    |
|                     | Singh 23' | Reporte   | 29' Pugliara · 73' Wanggai · 77' Sanadi | Asistencia: 3.145 espectadores Árbitro(s): Mohd Nafeez Abdul Wahab | Asistencia: 3.145 espectadores Árbitro(s): Mohd Nafeez Abdul Wahab |

| 12 de mayo de 2015, | Warriors FC | 0:2 (0:0) | Maziya                      | Jalan Besar Stadium, Singapur                             |                                                           |
|                     |             | Reporte   | 49' Umair · 90+3' Rodríguez | Asistencia: 630 espectadores Árbitro(s): Masoud Tufaelieh | Asistencia: 630 espectadores Árbitro(s): Masoud Tufaelieh |

### Grupo F
| Pos. | Equipo               | Pts. | PJ | G | E | P | GF | GC | Dif. | Clasificación    |
| ---- | -------------------- | ---- | -- | - | - | - | -- | -- | ---- | ---------------- |
| 1    | Johor Darul Ta'zim   | 15   | 6  | 5 | 0 | 1 | 11 | 3  | +8   | Octavos de final |
| 2    | Kitchee              | 11   | 6  | 3 | 2 | 1 | 10 | 6  | +4   | Octavos de final |
| 3    | East Bengal (E)      | 5    | 6  | 1 | 2 | 3 | 8  | 10 | −2   |                  |
| 4    | Balestier Khalsa (E) | 3    | 6  | 1 | 0 | 5 | 3  | 13 | −10  |                  |

 Fuente: AFC
Criterios de clasificación: 
| 24 de febrero de 2015, | Kitchee                                  | 3:0 (1:0) | Balestier Khalsa | Mong Kok Stadium, Hong Kong                                    |                                                                |
|                        | 21' Deshuai · 68' Fung Ngan · 90' Tarrés | Reporte   |                  | Asistencia: 2.167 espectadores Árbitro(s): Kurbanov Charymurat | Asistencia: 2.167 espectadores Árbitro(s): Kurbanov Charymurat |

| 24 de febrero de 2015, | Johor Darul Takzim                                   | 4:1 (2:1) | East Bengal | Larkin Stadium, Johor Bahru                                  |                                                              |
|                        | 9' Nawi · 39' (pen.) Rahim · 48' Chanturu · 54' Sali | Reporte   | 35' Martins | Asistencia: 12.212 espectadores Árbitro(s): Sivakorn Pu-Udom | Asistencia: 12.212 espectadores Árbitro(s): Sivakorn Pu-Udom |

| 10 de marzo de 2015, | Balestier Khalsa | 0:1 (0:0) | Johor Darul Takzim | Jalan Besar Stadium, Singapur                                    |                                                                  |
|                      |                  | Reporte   | 90+3' Omar         | Asistencia: 2.180 espectadores Árbitro(s): Abdulrahman Al-Jassim | Asistencia: 2.180 espectadores Árbitro(s): Abdulrahman Al-Jassim |

| 10 de marzo de 2015, | East Bengal | 1:1 (0:1) | Kitchee       | Salt Lake Stadium, Calcuta                                 |                                                            |
|                      | 74' Martins | Reporte   | 30' Belencoso | Asistencia: 3.500 espectadores Árbitro(s): Kimura Hiroyuki | Asistencia: 3.500 espectadores Árbitro(s): Kimura Hiroyuki |

| 17 de marzo de 2015, | Balestier Khalsa        | 2:1 (2:0) | East Bengal  | Jalan Besar Stadium, Singapur                            |                                                          |
|                      | 6' Weihua · 19' Krištić | Reporte   | 82' Omagbemi | Asistencia: 1.215 espectadores Árbitro(s): Kao Jung-fang | Asistencia: 1.215 espectadores Árbitro(s): Kao Jung-fang |

| 17 de marzo de 2015, | Kitchee                    | 2:0 (2:0) | Johor Darul Takzim | Mong Kok Stadium, Hong Kong                            |                                                        |
|                      | 27' Belencoso · 35' Tarrés | Reporte   |                    | Asistencia: 2.270 espectadores Árbitro(s): Võ Minh Trí | Asistencia: 2.270 espectadores Árbitro(s): Võ Minh Trí |

| 14 de abril de 2015, | East Bengal                                 | 3:0 (1:0) | Balestier Khalsa | Salt Lake Stadium, Calcuta                              |                                                         |
|                      | Singh 22' · Hussein 71' (a.g) · Martins 75' | Reporte   |                  | Asistencia: 1.500 espectadores Árbitro(s): Kim Dae-yong | Asistencia: 1.500 espectadores Árbitro(s): Kim Dae-yong |

| 14 de abril de 2015, | Johor Darul Takzim              | 2:0 (2:0) | Kitchee | Larkin Stadium, Johor Bahru                         |                                                     |
|                      | Figueroa 18' · Rahim 44' (pen.) | Reporte   |         | Asistencia: 10.150 espectadores Árbitro(s): Wang Di | Asistencia: 10.150 espectadores Árbitro(s): Wang Di |

| 28 de abril de 2015, | Balestier Khalsa | 1:2 (1:1) | Kitchee                    | Jalan Besar Stadium, Singapur                             |                                                           |
|                      | Noh 33'          | Reporte   | 14' Tarrés · 62' Belencoso | Asistencia: 510 espectadores Árbitro(s): Sivakorn Pu-Udom | Asistencia: 510 espectadores Árbitro(s): Sivakorn Pu-Udom |

| 28 de abril de 2015, | East Bengal | 0:1 (0:1) | Johor Darul Takzim | Salt Lake Stadium, Calcuta                                   |                                                              |
|                      |             | Reporte   | 7' Zainal          | Asistencia: 100 espectadores Árbitro(s): Nivon Robesh Gamini | Asistencia: 100 espectadores Árbitro(s): Nivon Robesh Gamini |

| 12 de mayo de 2015, | Kitchee                  | 2:2 (1:0) | East Bengal            | Mong Kok Stadium, Hong Kong                                  |                                                              |
|                     | Ka Wai 14' · Deshuai 59' | Reporte   | 80' Martins · 89' Lobo | Asistencia: 1.370 espectadores Árbitro(s): Yousef Al-Marzouq | Asistencia: 1.370 espectadores Árbitro(s): Yousef Al-Marzouq |

| 12 de mayo de 2015, | Johor Darul Takzim                  | 3:0 (0:0) | Balestier Khalsa | Larkin Stadium, Johor Bahru                                 |                                                             |
|                     | Sali 76' · Safiq 86' · Figueroa 90' | Reporte   |                  | Asistencia: 10.110 espectadores Árbitro(s): Hiroyuki Kimura | Asistencia: 10.110 espectadores Árbitro(s): Hiroyuki Kimura |

### Grupo G
| Pos. | Equipo         | Pts. | PJ | G | E | P | GF | GC | Dif. | Clasificación    |
| ---- | -------------- | ---- | -- | - | - | - | -- | -- | ---- | ---------------- |
| 1    | South China    | 18   | 6  | 6 | 0 | 0 | 19 | 3  | +16  | Octavos de final |
| 2    | Pahang         | 8    | 6  | 2 | 2 | 2 | 11 | 10 | +1   | Octavos de final |
| 3    | Global (E)     | 5    | 6  | 1 | 2 | 3 | 5  | 12 | −7   |                  |
| 4    | Yadanarbon (E) | 3    | 6  | 1 | 0 | 5 | 10 | 20 | −10  |                  |

 Fuente: AFC
Criterios de clasificación: 
| 25 de febrero de 2015, | Yadanarbon                            | 2:3 (1:2) | Pahang                           | Mandalarthiri Stadium, Mandalay                             |                                                             |
|                        | 35' (a.g.) Stewart · 57' (pen.) Djawa | Reporte   | 6' 13' Nwakaeme · 89' Gopinathan | Asistencia: 10.115 espectadores Árbitro(s): Rowan Arumughan | Asistencia: 10.115 espectadores Árbitro(s): Rowan Arumughan |

| 25 de febrero de 2015, | Global      | 1:6 (0:3) | South China                                               | Rizal Memorial Stadium, Manila                          |                                                         |
|                        | 87' Jónsson | Reporte   | 2' 27' McBreen · 39' Kong Wai · 50' Wai Ho · 66' 75' Awal | Asistencia: 1.300 espectadores Árbitro(s): Pratap Singh | Asistencia: 1.300 espectadores Árbitro(s): Pratap Singh |

| 11 de marzo de 2015, | South China                     | 3:1 (3:0) | Yadanarbon | Hong Kong Stadium, Hong Kong                               |                                                            |
|                      | 13' Wai · 19' Awal · 37' Siu Ki | Reporte   | 88' Htun   | Asistencia: 2.510 espectadores Árbitro(s): Khamis Al-Marri | Asistencia: 2.510 espectadores Árbitro(s): Khamis Al-Marri |

| 11 de marzo de 2015, | Pahang | 0:0 (0:0) | Global | Darul Makmur Stadium, Kuantan                          |                                                        |
|                      |        | Reporte   |        | Asistencia: 7.000 espectadores Árbitro(s): Kim Hee Gon | Asistencia: 7.000 espectadores Árbitro(s): Kim Hee Gon |

| 18 de marzo de 2015, | Yadanarbon           | 2:0 (0:0) | Global | Mandalarthiri Stadium, Mandalay                          |                                                          |
|                      | 53' Djawa · 90' Kyaw | Reporte   |        | Asistencia: 1.550 espectadores Árbitro(s): Sukhbir Singh | Asistencia: 1.550 espectadores Árbitro(s): Sukhbir Singh |

| 18 de marzo de 2015, | Pahang | 0:1 (0:1) | South China | Darul Makmur Stadium, Kuantan                      |                                                    |
|                      |        | Reporte   | 13' Siu Ki  | Asistencia: 5.400 espectadores Árbitro(s): Fu Ming | Asistencia: 5.400 espectadores Árbitro(s): Fu Ming |

| 15 de abril de 2015, | South China                   | 3:1 (1:0) | Pahang       | Hong Kong Stadium, Hong Kong                             |                                                          |
|                      | Kwan 10' · Wai 54' · Jack 56' | Reporte   | 63' Nwakaeme | Asistencia: 2.820 espectadores Árbitro(s): Sukhbir Singh | Asistencia: 2.820 espectadores Árbitro(s): Sukhbir Singh |

| 15 de abril de 2015, | Global                                                 | 4:1 (2:1) | Yadanarbon | Philippine Sports Stadium, Bocaue                              |                                                                |
|                      | Hartmann 16' (pen.) 40' · Bahadoran 60' · González 85' | Reporte   | 20' Paing  | Asistencia: 2.000 espectadores Árbitro(s): Nivon Robesh Gamini | Asistencia: 2.000 espectadores Árbitro(s): Nivon Robesh Gamini |

| 29 de abril de 2015, | South China                               | 3:0 (1:0) | Global | Hong Kong Stadium, Hong Kong                           |                                                        |
|                      | Lai Hin 39' · Mališić 54' · McBreen 90+2' | Reporte   |        | Asistencia: 1.710 espectadores Árbitro(s): Tayeb Hasan | Asistencia: 1.710 espectadores Árbitro(s): Tayeb Hasan |

| 29 de abril de 2015, | Pahang                                                            | 7:4 (3:1) | Yadanarbon                                  | Darul Makmur Stadium, Kuantan                           |                                                         |
|                      | Nwakaeme 6' 32' 60' · Conti 18' · Saarvindran 48' 87' · Kamal 86' | Reporte   | 45' Djawa · 58' 68' Bo Bo · 90+1' Naing Soe | Asistencia: 2.760 espectadores Árbitro(s): Yu Ming Hsun | Asistencia: 2.760 espectadores Árbitro(s): Yu Ming Hsun |

| 13 de mayo de 2015, | Yadanarbon | 0:3 (0:2) | South China               | Mandalarthiri Stadium, Mandalay                          |                                                          |
|                     |            | Reporte   | 27' 60' McBreen · 40' Hei | Asistencia: 500 espectadores Árbitro(s): Timur Faizullin | Asistencia: 500 espectadores Árbitro(s): Timur Faizullin |

| 13 de mayo de 2015, | Global | 0:0 (0:0) | Pahang | Philippine Sports Stadium, Bocaue                  |                                                    |
|                     |        | Reporte   |        | Asistencia: 2.000 espectadores Árbitro(s): Tan Hai | Asistencia: 2.000 espectadores Árbitro(s): Tan Hai |

### Grupo H
| Pos. | Equipo            | Pts. | PJ | G | E | P | GF | GC | Dif. | Clasificación    |
| ---- | ----------------- | ---- | -- | - | - | - | -- | -- | ---- | ---------------- |
| 1    | Persib Bandung    | 12   | 6  | 3 | 3 | 0 | 10 | 5  | +5   | Octavos de final |
| 2    | Ayeyawady United  | 10   | 6  | 2 | 4 | 0 | 13 | 9  | +4   | Octavos de final |
| 3    | New Radiant (E)   | 5    | 6  | 1 | 2 | 3 | 4  | 10 | −6   |                  |
| 4    | Lao Toyota FC (E) | 3    | 6  | 0 | 3 | 3 | 7  | 10 | −3   |                  |

 Fuente: AFC
Criterios de clasificación: 
| 25 de febrero de 2015, | Persib Bandung                                            | 4:1 (3:0) | New Radiant | Jalak Harupat Soreang Stadium, Bandung              |                                                     |
|                        | 14' Jufriyanto · 42' Konaté · 45+2' Rizal · 90+1' Munawar | Reporte   | 60' Ali     | Asistencia: 15.000 espectadores Árbitro(s): Fu Ming | Asistencia: 15.000 espectadores Árbitro(s): Fu Ming |

| 25 de febrero de 2015, | Lao Toyota                    | 2:2 (0:1) | Ayeyawady United | New Laos National Stadium, Vientián                      |                                                          |
|                        | 63' Khanthavong · 65' Syvilay | Reporte   | 21' 57' Naumov   | Asistencia: 1.500 espectadores Árbitro(s): Sukhbir Singh | Asistencia: 1.500 espectadores Árbitro(s): Sukhbir Singh |

| 11 de marzo de 2015, | Ayeyawady United | 1:1 (0:1) | Persib Bandung | Thuwunna Stadium, Rangún                              |                                                       |
|                      | 58' Fonseca      | Reporte   | 45' Rizal      | Asistencia: 500 espectadores Árbitro(s): Pratap Singh | Asistencia: 500 espectadores Árbitro(s): Pratap Singh |

| 11 de marzo de 2015, | New Radiant                | 2:1 (0:1) | Lao Toyota | National Football Stadium, Malé                         |                                                         |
|                      | 68' Okoro · 88' (pen.) Ali | Reporte   | 38' Maitee | Asistencia: 2.375 espectadores Árbitro(s): Liu Kwok Man | Asistencia: 2.375 espectadores Árbitro(s): Liu Kwok Man |

| 18 de marzo de 2015, | Persib Bandung | 1:0 (1:0) | Lao Toyota | Jalak Harupat Soreang Stadium, Bandung                          |                                                                 |
|                      | 20' Rizal      | Reporte   |            | Asistencia: 18.550 espectadores Árbitro(s): Nivon Robesh Gamini | Asistencia: 18.550 espectadores Árbitro(s): Nivon Robesh Gamini |

| 18 de marzo de 2015, | New Radiant | 0:3 (0:1) | Ayeyawady United               | National Football Stadium, Malé                                        |                                                                        |
|                      |             | Reporte   | 35' Fonseca · 86' 90+3' Naumov | Asistencia: 2.450 espectadores Árbitro(s): Mohd Nafeez bin Abdul Wahab | Asistencia: 2.450 espectadores Árbitro(s): Mohd Nafeez bin Abdul Wahab |

| 15 de abril de 2015, | Ayeyawady United | 0:0 (0:0) | New Radiant | Thuwunna Stadium, Rangún                                 |                                                          |
|                      |                  | Reporte   |             | Asistencia: 200 espectadores Árbitro(s): Khurram Shahzad | Asistencia: 200 espectadores Árbitro(s): Khurram Shahzad |

| 15 de abril de 2015, | Lao Toyota | 0:0 (0:0) | Persib Bandung | New Laos National Stadium, Vientián                              |                                                                  |
|                      |            | Reporte   |                | Asistencia: 120 espectadores Árbitro(s): Mohd Nafeez Abdul Wahab | Asistencia: 120 espectadores Árbitro(s): Mohd Nafeez Abdul Wahab |

| 29 de abril de 2015, | Ayeyawady United                       | 4:3 (1:2) | Lao Toyota                                  | Thuwunna Stadium, Rangún                         |                                                  |
|                      | Fonseca 9' 86' · Naumov 69' (pen.) 80' | Reporte   | 28' (pen.) Syvilay · 42' Maitee · 74' Homma | Asistencia: 120 espectadores Árbitro(s): Fu Ming | Asistencia: 120 espectadores Árbitro(s): Fu Ming |

| 29 de abril de 2015, | New Radiant | 0:1 (0:1) | Persib Bandung | National Football Stadium, Malé                      |                                                      |
|                      |             | Reporte   | 14' Ridwan     | Asistencia: 500 espectadores Árbitro(s): Vo Minh Tri | Asistencia: 500 espectadores Árbitro(s): Vo Minh Tri |

| 13 de mayo de 2015, | Persib Bandung                             | 3:3 (1:1) | Ayeyawady United                   | Jalak Harupat Soreang Stadium, Bandung              |                                                     |
|                     | Nasir 29' · Ridwan 52' · Konaté 90' (pen.) | Reporte   | 44' 76' (pen.) Naumov · 90+3' Aung | Asistencia: 12.250 espectadores Árbitro(s): Wang Di | Asistencia: 12.250 espectadores Árbitro(s): Wang Di |

| 13 de mayo de 2015, | Lao Toyota | 1:1 (0:1) | New Radiant | New Laos National Stadium, Vientián                  |                                                      |
|                     | Honma 82'  |           | 34' Okoro   | Asistencia: 200 espectadores Árbitro(s): Ng Chiu Kok | Asistencia: 200 espectadores Árbitro(s): Ng Chiu Kok |

## Fase Final

### Equipos clasificados
| Grupo | Primeros           | Segundos         |
| ----- | ------------------ | ---------------- |
| A     | Al-Wahdat          | Al-Wahda Damasco |
| B     | Al-Shorta          | Al-Jazira        |
| C     | Istiqlol Dushanbe  | Al-Qadsia        |
| D     | Al-Jaish Damasco   | Al-Kuwait        |
| E     | Persipura Jayapura | Bengaluru        |
| F     | Johor Darul Takzim | Kitchee          |
| G     | South China        | Pahang FA        |
| H     | Persib Bandung     | Ayeyawady United |

### Octavos de final
| Equipo 1           | Resultado            | Equipo 2         |
| Zone Occidental    | Zone Occidental      | Zone Occidental  |
| ------------------ | -------------------- | ---------------- |
| Al-Wehdat          | 0–1                  | Al-Qadsia        |
| Istiklol           | 1–1 (t. s.) (4-2 p.) | Al-Wahda         |
| Al-Shorta          | 0–2                  | Al-Kuwait        |
| Al-Jaish           | 1–0                  | Al-Jazeera       |
| Zona Oriental      |                      |                  |
| Persipura Jayapura | 0–3 (acr.)           | Pahang           |
| South China        | 2–0                  | Bengaluru FC     |
| Johor Darul Ta'zim | 5–0                  | Ayeyawady United |
| Persib Bandung     | 0–2                  | Kitchee          |

#### Zona Occidental
| 26 de mayo de 2015 | Al-Wahdat | 0:1 (0:0) | Al-Qadsia     | Estadio Al-Hassan, Irbid                                 |                                                          |
|                    |           | Reporte   | Al Ansari 76' | Asistencia: 10.000 espectadores Árbitro(s): Kim Sang-woo | Asistencia: 10.000 espectadores Árbitro(s): Kim Sang-woo |

| 26 de mayo de 2015 | Istiqlol Dushanbe                          | 1:1 (1:1) (t. s.)(4:2 p.)  | Al-Wahda Damasco                   | Estadio Pamir, Dusambé                                  |                                                         |
|                    | Al Kurdi 33' (a.g)                         | Reporte                    | 21' Al Kurdi                       | Asistencia: 17.100 espectadores Árbitro(s): Jumpei Iida | Asistencia: 17.100 espectadores Árbitro(s): Jumpei Iida |
|                    |                                            | Tiros desde el punto penal |                                    |                                                         |                                                         |
|                    | Davronov · Nazarov · Fatkhuloev · Umarbaev |                            | Omari · Kataya · Hamdoko · Khadouj |                                                         |                                                         |

| 27 de mayo de 2015 | Al-Shorta | 0:2 (0:0) | Al-Kuwait                        | Estadio Grand Hamad, Doha                        |                                                  |
|                    |           | Reporte   | 80' Al Buraiki · 90+4' Rogerinho | Asistencia: 165 espectadores Árbitro(s): Tan Hai | Asistencia: 165 espectadores Árbitro(s): Tan Hai |

| 27 de mayo de 2015 | Al-Jaish           | 1:0 (0:0) | Al-Jazira | Estadio Al-Hassan, Irbid                              |                                                       |
|                    | Sharifa 90' (pen.) | Reporte   |           | Asistencia: 300 espectadores Árbitro(s): Liu Kwok Man | Asistencia: 300 espectadores Árbitro(s): Liu Kwok Man |

#### Zona Oriental
| 26 de mayo de 2015 | Persipura Jayapura | 0:3*    | Pahang | Estadio Mandala, Jayapura   |                             |
| |                    | Reporte |        | Árbitro(s): Adham Makhadmeh | Árbitro(s): Adham Makhadmeh |
| *La AFC dio por ganado el partido al Pahang por 3-0 debido a que a sus jugadores se le prohibió la entrada a Indonesia por debidos problemas. |                    |         |        |                             |                             |

| 26 de mayo de 2015 | South China            | 2:0 (1:0) | Bengaluru | Estadio Hong Kong, Hong Kong                                     |                                                                  |
|                    | McBreen 28' (pen.) 58' | Reporte   |           | Asistencia: 3.381 espectadores Árbitro(s): Abdulrahman Al-Jassim | Asistencia: 3.381 espectadores Árbitro(s): Abdulrahman Al-Jassim |

| 27 de mayo de 2015 | Johor Darul Takzim                           | 5:0 (1:0) | Ayeyawady United | Estadio Larkin, Johor Bahru                                         |                                                                     |
|                    | Safiq 1' · Figueroa 46' 90+1' · Díaz 61' 74' | Reporte   |                  | Asistencia: 16.850 espectadores Árbitro(s): Jameel Juma Abdulhusain | Asistencia: 16.850 espectadores Árbitro(s): Jameel Juma Abdulhusain |

| 27 de mayo de 2015 | Persib Bandung | 0:2 (0:2) | Kitchee                    | Estadio Jalak Harupat Soreang, Bandung                         |                                                                |
|                    |                | Reporte   | 32' Belencoso · 44' Ka Wai | Asistencia: 12.350 espectadores Árbitro(s): Dmitriy Mashentsev | Asistencia: 12.350 espectadores Árbitro(s): Dmitriy Mashentsev |

### Cuartos de final
| Equipo 1           | Agr. | Equipo 2    | Ida | Vuelta |
| ------------------ | ---- | ----------- | --- | ------ |
| Al-Qadsia          | 3–2  | Al-Jaish    | 3–0 | 0–2    |
| Johor Darul Ta'zim | 4–2  | South China | 1–1 | 3–1    |
| Al-Kuwait          | 7–1  | Kitchee     | 6–0 | 1–1    |
| Istiklol           | 5–3  | Pahang      | 4–0 | 1–3    |

| 25 de agosto de 2015 | Johor Darul Takzim  | 1:1 (0:0) | South China | Estadio Larkin, Johor Bahru                                              |                                                                          |
|                      | Figueroa 49' (pen.) | Reporte   | 64' Awal    | Asistencia: 14.700 espectadores Árbitro(s): Ahmed Abu Bakar Said Al Faka | Asistencia: 14.700 espectadores Árbitro(s): Ahmed Abu Bakar Said Al Faka |

| 15 de septiembre de 2015 | South China | 1:3 (1:3) | Johor Darul Takzim           | Estadio Mong Kok, Hong Kong                               |                                                           |
|                          | Awal 28'    | Reporte   | 26' Jasuli · 30' 45+2' Safee | Asistencia: 6.412 espectadores Árbitro(s): Fahad Al-Marri | Asistencia: 6.412 espectadores Árbitro(s): Fahad Al-Marri |

| 25 de agosto de 2015 | Al-Qadsia                                      | 3:0 (0:0) | Al-Jaish | Al Kuwait Sports Club Stadium, Kuwait              |                                                    |
|                      | Al Ansari 12' · Fuakumputu 64' · Al-Mutawa 69' | Reporte   |          | Asistencia: 3.000 espectadores Árbitro(s): Ma Ning | Asistencia: 3.000 espectadores Árbitro(s): Ma Ning |

| 15 de septiembre de 2015 | Al-Jaish                          | 2:0 (1:0) | Al-Qadsia | Al Kuwait Sports Club Stadium, Kuwait                            |                                                                  |
|                          | Ebrahim 35' (o.g.) · Al Baher 51' | Reporte   |           | Asistencia: 1.500 espectadores Árbitro(s): Abdulrahman Al-Jassim | Asistencia: 1.500 espectadores Árbitro(s): Abdulrahman Al-Jassim |

| 26 de agosto de 2015 | Al-Kuwait                                                                      | 6:0 (0:0) | Kitchee | Al Kuwait Sports Club Stadium, Kuwait                           |                                                                 |
|                      | de Assis 12' 52' · Al Enezi 21' · Hammami 45+4' · Lopes 82' · Al Kandari 90+2' | Reporte   |         | Asistencia: 800 espectadores Árbitro(s): Hettikamkanamge Perera | Asistencia: 800 espectadores Árbitro(s): Hettikamkanamge Perera |

| 16 de septiembre de 2015 | Kitchee     | 1:1 (1:0) | Al-Kuwait     | Estadio Mong Kok, Hong Kong                               |                                                           |
|                          | Paulinho 9' | Reporte   | 50' Al Hajeri | Asistencia: 1,392 espectadores Árbitro(s): Jarred Gillett | Asistencia: 1,392 espectadores Árbitro(s): Jarred Gillett |

| 26 de agosto de 2015 | Istiklol Dushanbe                              | 4:0 (0:0) | Pahang | Estadio Pamir, Dusambé                                      |                                                             |
|                      | Chahjouyi 35' · Vasiev 36' 77' · Makhmudov 51' | Reporte   |        | Asistencia: 15.000 espectadores Árbitro(s): Adham Makhadmeh | Asistencia: 15.000 espectadores Árbitro(s): Adham Makhadmeh |

| 16 de septiembre de 2015 | Pahang                            | 3:1 (2:0) | Istiklol Dushanbe | Estadio Darul Makmur, Kuantan                                 |                                                               |
|                          | Hafiz 31' 58' · Saarvindran 90+2' | Reporte   | 61' Makhmudov     | Asistencia: 1,309 espectadores Árbitro(s): Abdullah Al Hilali | Asistencia: 1,309 espectadores Árbitro(s): Abdullah Al Hilali |

### Semifinales
| Equipo 1  | Agr. | Equipo 2           | Ida | Vuelta    |
| --------- | ---- | ------------------ | --- | --------- |
| Al-Qadsia | w/o  | Johor Darul Ta'zim | 3–1 | Cancelado |
| Al-Kuwait | w/o  | Istiklol           | 4–0 | Cancelado |

| 29 de septiembre de 2015 | Al-Qadsia                                          | 3:1 (2:0) | Johor Darul Takzim | Al Kuwait Sports Club Stadium, Kuwait                   |                                                         |
|                          | Fuakumputu 33' · Al-Mutawa 42' (pen.) · Soumah 58' | Reporte   | 82' Amri           | Asistencia: 1,501 espectadores Árbitro(s): Ko Hyung-jin | Asistencia: 1,501 espectadores Árbitro(s): Ko Hyung-jin |

| 20 de octubre de 2015 | Johor Darul Takzim | Cancelado | Al-Qadsia | Estadio Larkin, Johor Bahru |             |
|                       |                    | Reporte   |           | Árbitro(s):                 | Árbitro(s): |

| 30 de septiembre de 2015 | Al-Kuwait                                           | 4:0 (1:0) | Istiklol Dushanbe | Al Kuwait Sports Club Stadium, Kuwait |                          |
|                          | Vinícius 40' 80' (pen.) 86' (pen.) · Al Harbi 90+2' | Reporte   |                   | Árbitro(s): Mohsen Torky              | Árbitro(s): Mohsen Torky |

| 21 de octubre de 2015 | Istiklol Dushanbe | Cancelado | Al-Kuwait | Estadio Pamir, Dusambé |             |
|                       |                   | Reporte   |           | Árbitro(s):            | Árbitro(s): |

### Final
| Equipo 1 | Resultado | Equipo 2           |
| -------- | --------- | ------------------ |
| Istiklol | 0–1       | Johor Darul Ta'zim |

| 31 de octubre de 2015 | Istiklol Dushanbe | 0:1 (0:1) | Johor Darul Takzim | Estadio Pamir, Dusambé                                  |                                                         |
|                       |                   | Reporte   | Velázquez 23'      | Asistencia: 18 000 espectadores Árbitro(s): Minoru Tōjō | Asistencia: 18 000 espectadores Árbitro(s): Minoru Tōjō |

| Istiklol | Johor Darul Ta'zim |

| POR            | 1  | Nikola Stošić         |     |     |
| DEF            | 2  | Siyovush Asrori       | 77' |     |
| DEF            | 11 | Jakhongir Jalilov     |     |     |
| DEF            | 15 | Petro Kovalchuk       |     |     |
| DEF            | 22 | Mahdi Chahjouei       |     |     |
| MED            | 8  | Nuriddin Davronov     |     |     |
| MED            | 9  | Khurshed Makhmudov    |     | 73' |
| MED            | 18 | Fatkhullo Fatkhuloev  |     |     |
| MED            | 63 | Manuchekhr Dzhalilov  |     |     |
| DEL            | 10 | Manuel Rodríguez      |     | 86' |
| DEL            | 17 | Dilshod Vasiev        |     |     |
| Substitutos    |    |                       |     |     |
| POR            | 16 | Alisher Tuychiev      |     |     |
| POR            | 35 | Kurban Boboev         |     |     |
| DEF            | 19 | Akhtam Nazarov        |     | 86' |
| MED            | 7  | Umedzhon Sharipov     |     |     |
| MED            | 21 | Romish Jalilov        |     |     |
| MED            | 39 | Parvizdzhon Umarbayev |     | 73' |
| Entrenador     |    |                       |     |     |
| Mubin Ergashev |    |                       |     |     |

| POR         | 1  | Farizal Marlias     | 54'   |     |
| DEF         | 6  | Marcos António      |       |     |
| DEF         | 7  | Aidil Zafuan        |       |     |
| DEF         | 12 | S. Kunanlan         |       |     |
| DEF         | 42 | Fazly Mazlan        |       |     |
| MED         | 8  | Safiq Rahim         |       |     |
| MED         | 14 | Hariss Harun        |       |     |
| MED         | 21 | Jasazrin Jamaluddin |       |     |
| DEL         | 9  | Leandro Velázquez   | 51'   | 86' |
| DEL         | 10 | Safee Sali          | 53'   | 60' |
| DEL         | 19 | Luciano Figueroa    |       |     |
| Substitutos |    |                     |       |     |
| POR         | 24 | Izham Tarmizi       |       |     |
| DEF         | 18 | Mahali Jasuli       |       | 60' |
| DEF         | 26 | Amer Saidin         |       |     |
| MED         | 13 | Gary Steven Robbat  | 90+5' | 86' |
| MED         | 16 | Shakir Shaari       |       |     |
| MED         | 23 | S. Chanturu         |       |     |
| DEL         | 17 | Amri Yahyah         |       |     |
| Entrenador  |    |                     |       |     |
| Mario Gomez |    |                     |       |     |

|                                        |
| Bandera de Malasia                     |
| Campeón Johor Darul Takzim 1.er título |

## Goleadores
| Rank | Jugador          | Club               | Total |
| ---- | ---------------- | ------------------ | ----- |
| 1    | Daniel McBreen   | South China        | 8     |
| 1    | Riste Naumov     | Ayeyawady United   | 8     |
| 3    | Dickson Nwakaeme | Pahang             | 6     |
| 4    | Juan Belencoso   | Kitchee            | 5     |
| 4    | Mahama Awal      | South China        | 5     |
| 4    | Boaz Solossa     | Persipura Jayapura | 5     |
| 4    | Rogerinho        | Al-Kuwait          | 5     |
| 4    | Bader Al-Mutawa  | Al-Qadsia          | 5     |
| 4    | Luciano Figueroa | Johor Darul Takzim | 5     |

Nota: Los goles marcados en las rondas de calificación no son contabilizados para la tabla de goleadores (ver regulaciones, artículo 77.4).
Fuente: the-AFC.com